# Duivelsverzen
Met de duivelsverzen worden een of twee verzen bedoeld die Mohammed in eerste instantie zou hebben uitgesproken, maar die later zouden zijn vervangen. De engel Gabriël zou immers deze verzen niet hebben overgebracht, maar Iblis, de duivel, zou deze op de tong van Mohammed hebben gelegd. Zij zouden gevolgd zijn op ayat 19 en 20 van Soera De Ster van de Koran. Hierin is sprake van Allāt, al-'Oezza en Manaat, drie godinnen die door de bewoners van Mekka werden vereerd.
De duivelsverzen kregen internationaal grote aandacht, toen de Britse schrijver en ex-moslim Salman Rushdie in 1988 de roman De duivelsverzen publiceerde waarin deze verzen een rol spelen, wat tot grote ophef in de moslimwereld leidde. 

## De tekst
Aan Mohammed werd Soera De Ster overgebracht. Volgens de overlevering begon hij na de nederdaling van ayat 19 en 20 te mediteren om zo over de tekst te kunnen nadenken:
19 أَفَرَأَيْتُمُ اللَّاتَ وَالْعُزَّى
a-fa-ra'aitumu l-Lâta wal-°Uzzâ
Hoe ziet gij al-Laat en al-'Oezza
20 وَمَنَاةَ الثَّالِثَةَ الْأُخْرَى
wa-Manâta th-thâlitha l-ukhrâ
en Manaat, de derde, de andere?
Hierop zou hem door de duivel het volgende (duivels)vers zijn ingefluisterd:
تلك الغرانيق العلى وإن شفاعتهن لترتجى
tilka l-gharânîqu l-°ula wa-inna shafâ°atahunna la-turtaja
Dit zijn de hoogverheven 'gharânîqu' en men mag op hun voorspraak hopen
Van dit duivelsvers zijn twee afwijkende varianten bekend:
تلك الغرانيق العلى وإن شفاعتهن لترتضى
tilka l-gharânîqu l-°ula wa-inna shafâ°atahunna la-turtadha
Dit zijn de hoogverheven 'gharânîqu' en hun voorspraak is God aangenaam
تلك الغرانيق العلى وإن شفاعتهن ترجى مثلهـن لأ ينسى
tilka l-gharânîqu l-°ula wa-inna shafâ°atuhunna turjâ mithluhunna lâ yunsâ
Dit zijn de hoogverheven 'gharânîqu' en op hun voorspraak mag men hopen. Iemand gelijk hen zal niet worden vergeten

## De overlevering
De overlevering over de duivelsverzen wordt zowel vermeld door Ibn Ishaaq in zijn biografie over Mohammed als profeet, althans in de versie van Tabari in zijn geschiedwerk (at-Tãrīkh, i, 1192–95) als in het korancommentaar van de laatstgenoemde (bij vers 22:52):
Toen de Profeet zag dat het volk van Mekka hem de rug toekeerde en zijn van God ontvangen boodschap hen koud liet, verlangde de profeet naar een boodschap van God, waardoor hij zich kon verzoenen met de Mekkanen. Hij hoopte dat de hindernis die tussen hem en de Mekkanen stond zo kon worden weggenomen. Daarop daalde Soera De Ster neder. Nadat hem de ayat Hoe ziet gij al-Laat en al-'Uzza en Manaat, de derde, de andere? had bereikt, legde Satan op de tong van Mohammed: Dit zijn de hoogverheven 'gharânîqu' en men mag op hun voorspraak hopen.
Met 'gharânîqu' werden volgens de traditie Numidische kraanvogels bedoeld, die op grote hoogte vliegen. Het gaat hier om een hapax legomenon, een woord dat slechts eenmaal in de Koran wordt genoemd.
De overlevering gaat verder:
Toen de Qoeraisj, leden van de leidende familie in Mekka, dit hoorden, waren zij dolgelukkig over de manier waarop de Profeet over hun godinnen sprak. Ook de gelovigen waren van mening dat deze boodschap van de Profeet werkelijk het woord van God was. Het nieuws bereikte ook de volgelingen van de profeet die eerder naar Abessinië waren gevlucht. Zij begonnen zich gereed te maken voor de terugkeer.
Hierop kwam Gabriël bij Mohammed en zei dat hij woorden had gesproken die niet van God afkomstig waren. De Profeet werd zeer verdrietig en bang voor God. Als troost liet God hem weten dat alle profeten vóór hem ook wensen en verlangens hadden, die vervolgens door de duivel op hun tong werden gelegd. Daarom werd de volgende ayat uit Soera De Bedevaart nedergezonden:
(52) وَمَا أَرْسَلْنَا مِن قَبْلِكَ مِن رَّسُولٍ وَلَا نَبِيٍّ إِلَّا إِذَا تَمَنَّى أَلْقَى الشَّيْطَانُ فِي أُمْنِيَّتِهِ فَيَنسَخُ اللَّهُ مَا يُلْقِي الشَّيْطَانُ ثُمَّ يُحْكِمُ اللَّهُ آيَاتِهِ وَاللَّهُ عَلِيمٌ حَكِيمٌ
(wa-mâ arsalnâ min qablika min rasûlin wa lâ nabbiyin idhâ tamannâ alqâ sh-shaitânu fî umnîyatihî fa-yansakhu llâhu mâ yulqî sh-shaitânu thumma yuhkimu llâhu âyâtihî wa-llâhu alayhim hakîmun)
En vóór jou hebben Wij geen enkele Boodschapper of Profeet gestuurd, zonder dat hem, wanneer hij iets wenste, dit door de duivel werd ingefluisterd. Maar God maakt alles ongedaan wat de duivel influistert en God legt al Zijn verzen vast. God is alwetend en wijs.
Zo kon God weer ongedaan maken wat de duivel had gezegd over de godinnen van Mekka. Dit gebeurde in het vervolg van Sura De Ster:
21 أَلَكُمُ الذَّكَرُ وَلَهُ الْأُنثَى
(a-lakum udh-dhakaru wa-lahu l-unthâ)
Zijn voor jullie de mannen en voor Hem de vrouwen?
22 تِلْكَ إِذاً قِسْمَةٌ ضِيزَى
(tilka idhâ qismatun dhîzâ)
Dat zou een oneerlijke verdeling zijn
23 إِنْ هِيَ إِلَّا أَسْمَاء سَمَّيْتُمُوهَا أَنتُمْ وَآبَاؤُكُم مَّا أَنزَلَ اللَّهُ بِهَا مِن سُلْطَانٍ إِن يَتَّبِعُونَ إِلَّا الظَّنَّ وَمَا تَهْوَى الْأَنفُسُ وَلَقَدْ جَاءهُم مِّن رَّبِّهِمُ الْهُدَى
(in hiya illâ asmâ'un sammaitumûhâ antum wa-âbâ'ukum mâ anzala llâhu bihâ min sulţânin in yattabi°ûna illâ z-zanna wa-mâ tahuwâ l-anfusu wa laqad jâ'ahum min rabbihim ul-hadâ)
Het zijn alleen maar namen die jullie hebben verzonnen, jullie en jullie vaderen. God heeft daarvoor geen bewijs nedergezonden. Zij volgen niets dan vermoedens en dat wat hun zielen begeren, terwijl toch de rechte leiding van hun Heer tot hen gekomen is
Hierop zeiden de Qoeraisj dat Mohammed spijt had van wat hij over de godinnen had gezegd, hij dat daarom had veranderd en met iets anders was gekomen.

## Achtergrond
Volgens de overlevering was het in die tijd dat Mohammad een duivelse openbaring ontving waarbij goddelijke status werd verleend aan drie heidense godinnen, die vereerd werden door een politiek belangrijke heidense stam wiens steun hij graag wilde winnen. Toen hij deze openbaring bekendmaakte, aldus nog steeds de legende, stemden de heidenen in met toetreding tot de islam en zijn leger werd daarmee aanzienlijk versterkt. Maar toen ontving Mohammad een andere boodschap, waaruit bleek dat deze verzen "op zijn tong waren gelegd" door Iblis. Daarop zou vervolgens naskh zijn toegepast.
Het is moeilijk te bepalen wat er van deze overleveringen klopt. Bovendien is het, voor islamitische gelovigen, zelfs indien Gabriël en Iblis Mohammed inderdaad verzen hebben ingesproken, onmogelijk zeker te zijn wie welke verzen ingefluisterd heeft.